# مارفن جونسون (لاعب كرة قدم)
مارفن جونسون (بالإنجليزية: Marvin Johnson) (1 ديسمبر 1990 ببرمنغهام في المملكة المتحدة - ) هو لاعب كرة قدم بريطاني وإنجليزي في مركزي جناح والوسط. لعب مع نادي ماذرويل ونادي هدنسفورد تاون وRomulus F.C. ‏ ونادي كيدرمينستر هاريرز لكرة القدم وSolihull Moors F.C. ‏ وكوليشيل تاون.

## وصلات خارجية
- مارفن جونسون على موقع قاعدة بيانات كرة القدم.إي يو (الإنجليزية)
- مارفن جونسون على موقع Soccerbase.com (لاعب) (الإنجليزية)
- مارفن جونسون على موقع Soccerway.com (الإنجليزية)
- مارفن جونسون على موقع عالم كرة القدم.نت (الإنجليزية)